# Tre Fontane (Campobello di Mazara)
Tre Fontane è una frazione di 467 abitanti  di Campobello di Mazara, comune italiano della provincia di Trapani in Sicilia.

## Geografia fisica
Tre Fontane dista 6,99 chilometri dal comune di Campobello di Mazara e confina ad ovest con la frazione di Torretta Granitola, e ad est con la frazione di Triscina.
Possiede un'ampia spiaggia sabbiosa e un mare dai bassi fondali.

## Storia
Tre Fontane prende il nome da alcune venature d'acqua che sgorgano naturalmente e defluiscono in mare.
La frazione è conosciuta principalmente per la sua torre di avvistamento, costruita nel 1585 in pietra tufacea grezza, con spigoli squadrati, priva di intonaco.
La torre faceva parte del sistema difensivo della costa siciliana, elaborato da Camillo Camilliani.
In caso di pericolo i torrari avrebbero dovuto suonare la brogna (un tipo di conchiglia) per avvisare le altre torri e gli abitanti dell'entroterra dell'avvicinarsi di un pericolo, di solito rappresentato dai pirati.